# Kampania mezopotamska
Kampania mezopotamska – działania wojenne prowadzone na terenie Mezopotamii w trakcie I wojny światowej przez Ententę, reprezentowaną głównie przez imperium brytyjskie przeciwko Imperium Osmańskiemu, wspieranemu przez inne państwa centralne.
Brytyjczycy rozpoczęli kampanię, aby chronić swoją rafinerię w Abadanie w Persji przed spodziewanym tureckim atakiem z Iraku. Na początku listopada 1914 r. dokonali udanego morskiego desantu w Al-Fau, zajmując wkrótce Basrę i Al-Kurnę. Początkowe sukcesy utwierdziły dowódcę, gen. Nixona w przekonaniu, że możliwe jest szybkie zajęcie Bagdadu. W stronę miasta wzdłuż rzeki Tygrys posuwały się wojska jego podwładnego, gen. Townshenda. Silny turecki opór napotkały one dopiero w listopadowej bitwie pod Ktezyfonem. Brytyjczycy, choć zdobyli osmańskie umocnienia, znajdowali się na końcu linii zaopatrzeniowych i ponieśli ogromne straty. Townshend, nie widząc możliwości kontynuowania ofensywy, wycofał się do Al-Kut, gdzie został oblężony. Próby przyjścia mu z pomocą nie powiodły się i obrońcy, ze względu na głód, w kwietniu 1916 r. bezwarunkowo poddali się Turkom. Nowy dowódca brytyjskich sił ekspedycyjnych, gen. Frederick Maude w pierwszych miesiącach zajął się reorganizacją armii i poprawą logistyki, a do ataku ruszył dopiero pod koniec roku. Jego metodyczna ofensywa doprowadziła w marcu 1917 r. do zajęcia Bagdadu. W listopadzie Maude zmarł na cholerę, a jego następcą został gen. William Marshall. Ofensywa w północnym Iraku spowolniła, by ruszyć silniej dopiero w ostatnich tygodniach wojny, kiedy to Brytyjczycy zajęli Mosul.

## Tło
Brytyjskie plany, opracowane w 1912 r. na wypadek wojny z Turcją, zakładały konieczność obrony rafinerii w Abadanie oraz rurociągów i pól naftowych nad Zatoką Perską. Zadanie miał realizować rząd Indii Brytyjskich za pośrednictwem swoich sił ekspedycyjnych (Indian Expeditionary Force D). W październiku 1914 r. wojska te zostały zgromadzone w Bahrajnie, gdzie oczekiwały na formalne rozpoczęcie wojny z Imperium Osmańskim. Turcy zlekceważyli te przygotowania, nie wierząc, że zaangażowani w walki we Francji Brytyjczycy zdecydują się na otwarcie nowego frontu. W przededniu wybuchu wojny, stacjonujące w Mezopotamii siły tureckie zostały uszczuplone o dwa korpusy, które rozlokowano w bardziej (zdaniem dowództwa) narażonych prowincjach. Już w trakcie trwania konfliktu wśród państw Ententy dojrzewał pomysł rozbioru Imperium Osmańskiego po wojnie. Znalazło to wyraz w podpisanej w maju 1916 r. brytyjsko-francuskiej umowie Sykes-Picot o strefach wpływu na Bliskim Wschodzie.

## Przebieg

### Operacje w południowym Iraku

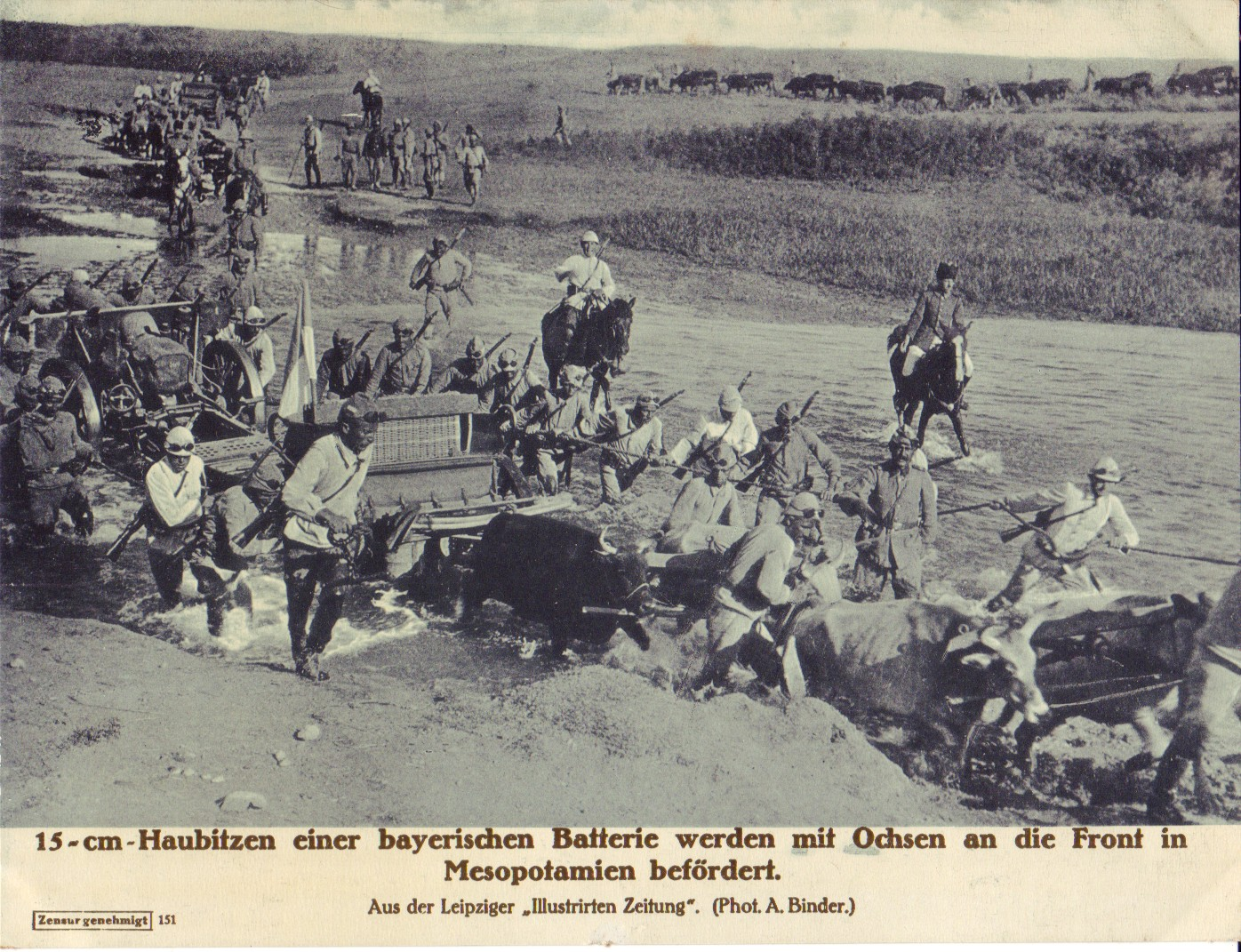
Wojska tureckie w Mezopotamii (1915)

6 listopada 1914 r., tuż po wybuchu wojny z Turcją, wojska indyjsko-brytyjskie dokonały udanego desantu z morza na fort w Al-Fau, leżący u ujścia Szatt al-Arab do Zatoki Perskiej. 350 osmańskich obrońców wyposażonych w cztery działa wycofało się jeszcze tego samego dnia. Do połowy listopada siły gen. Arthura Barretta zakończyły lądowanie i rozpoczęły marsz na północ. Pod koniec miesiąca Brytyjczycy, po pokonaniu oporu kilku tureckich brygad, zajęli Basrę, a 9 grudnia poddał im się osmański garnizon Al-Kurny. Pozostałe siły tureckie wycofały się w stronę Al-Amary. Komendę nad nimi objął płk Süleyman Askerî, który otrzymawszy posiłki, w kwietniu 1915 r. podjął próbę kontrataku i odbicia Basry. Barrett stawił mu jednak silny opór w krwawej bitwie pod Asz-Szajbą, zakończonej osmańską porażką. Upokorzony Askerî popełnił samobójstwo.
Nowy angielski dowódca, gen. John Nixon przeszedł do ofensywy, zajmując 3 czerwca Al-Amarę, a miesiąc później An-Nasirijję. Pułkownik Nureddin Pasza miał do swojej dyspozycji niewielkie siły tureckie, jednak nowe oddziały powoli napływały do Mezopotamii z innych części imperium. We wrześniu, kiedy skończyły się letnie upały, Brytyjczycy ponownie ruszyli do ataku. Pod koniec miesiąca zaatakowali miasteczko Al-Kut nad rzeką Tygrys, odnosząc łatwe zwycięstwo przy osmańskiej stracie 4 tys. ofiar. Po tych starciach, Brytyjczycy mogli uznać swoje instalacje naftowe nad Zatoką Perską za zabezpieczone.

### Ofensywa Townshenda

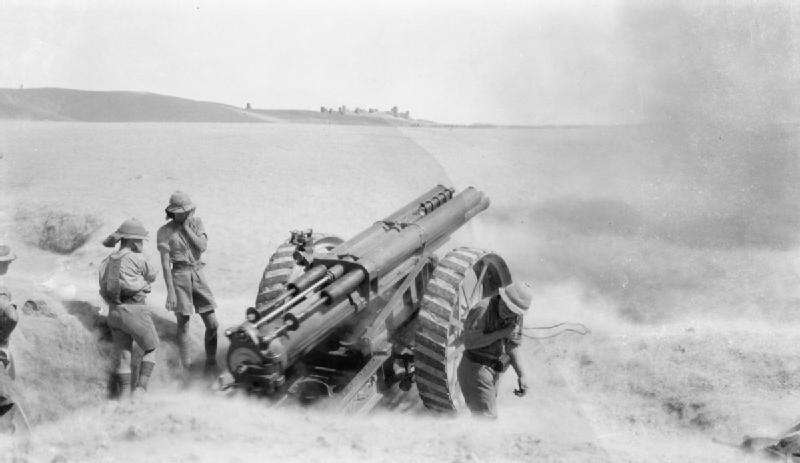
Brytyjska armata 60-funtowa

Mimo zrealizowania strategicznego celu kampanii, gen. Nixon uważał, że ofensywę należy kontynuować. Swojemu podwładnemu, gen. Charlesowi Townshendowi, zwycięzcy spod Amary i Kut, wydał rozkaz zdobycia Bagdadu. Townshend uważał ten ruch za ryzykowny: wiedział, że znajduje się daleko od swojej bazy zaopatrzeniowej, a w razie przegranej bitwy nie może liczyć na szybkie przybycie posiłków. Mimo to wykonał rozkaz i na początku października ruszył w stronę Bagdadu wzdłuż rzeki Tygrys. Nureddin Pasza przygotował obronę w okolicy ruin starożytnego Ktezyfonu. Okopów broniło ok. 20 tys. Turków, pośród których znajdowała się nowo przybyła, doświadczona 51 Dywizja. 22 listopada Brytyjczycy, w sile 11 tys. żołnierzy, zaatakowali tureckie pozycje. Mimo zadania wrogom ogromnych strat (ponad 6 tys. zabitych i rannych) i zdobycia linii osmańskich umocnień, szczupłe siły Townshenda nie zdołały w ciągu czterech kolejnych dni zmusić przeciwnika do odwrotu. W bitwie pod Ktezyfonem odniosły pyrrusowe zwycięstwo. Straciły 4500 ludzi i w obawie przed osmańskim kontratakiem rozpoczęły odwrót do Al-Kut.

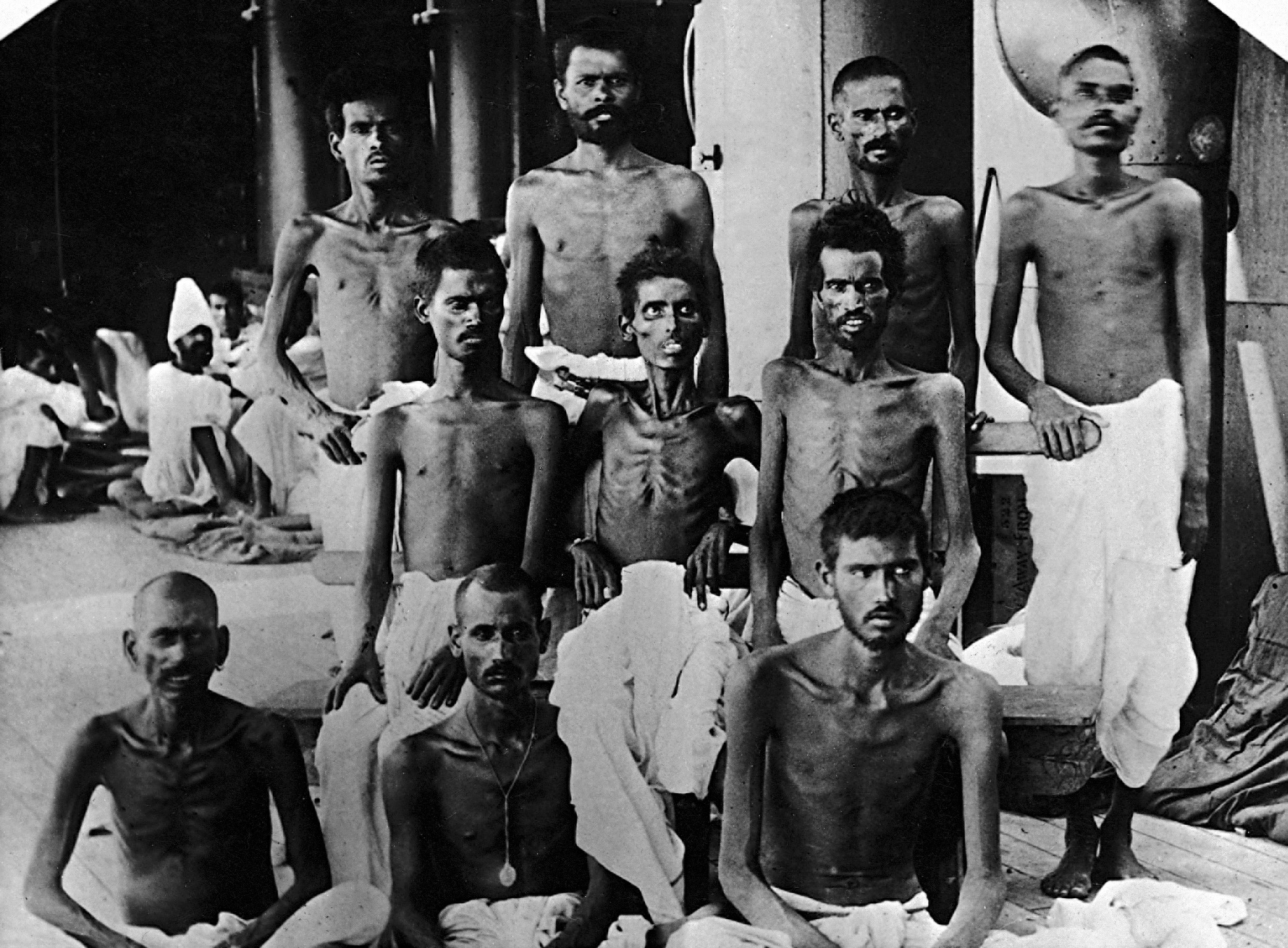
Indyjscy żołnierze ocalali z oblężenia Kut

Townshend uznał, że dalsza ucieczka na południe doprowadzi do rozbicia jego sił, a postępujące za nim wojska tureckie podejmą próbę wyparcia Brytyjczyków z Mezopotamii. Przygotował się więc do obrony w Al-Kut. Położona w zakolu Tygrysu miejscowość została ufortyfikowana oraz dobrze zaopatrzona w amunicję i racje żywnościowe na 60 dni. W grudniu Nureddin Pasza i niemiecki doradca, feldmarszałek Colmar von der Goltz otoczyli Kut i rozlokowali kawalerię na południe od miasta, by powstrzymać próby przyjścia na pomoc oblężonym. Mimo ponawianych kilkukrotnie szturmów nie zdołali jednak złamać brytyjskiej obrony. Townshend tymczasem prosił dowództwo o posiłki. Aby przyspieszyć ich przybycie, zaniżał w depeszach ilość zgromadzonych zapasów. Doprowadziło to do przedwczesnego wysłania przygotowanej naprędce odsieczy pod komendą gen. Aymlera, która między styczniem a kwietniem 1916 r. podjęła wiele nieudanych prób przebicia się do oblężonych (pochłonęły one 18 tys. brytyjskich ofiar). W trakcie bitwy nastąpiły zmiany w osmańskim dowództwie: 20 stycznia Nureddina Paszę zastąpił płk Halil, a 19 kwietnia zmarł feldmarszałek von der Goltz. W kwietniu do Mezopotamii przybyli Aubrey Herbert i T.E. Lawrence, angielscy oficerowie z Kairu, którzy próbowali wynegocjować z tureckim dowódcą uwolnienie obrońców Kut w zamian za 2 miliony funtów okupu. Rozmowy nie powiodły się i siły brytyjskie (ponad 13 tys. żołnierzy), które zużyły już wszystkie zapasy żywności, 29 kwietnia bezwarunkowo poddały się Halilowi Paszy. Wygłodzonych jeńców zmuszono do dalekiego marszu, po czym wykorzystano do prac na kolei. Większość z nich nie dożyła końca wojny.

### Przygotowania i wznowienie ofensywy
Po poniesionej klęsce, gen. Nixon zrezygnował z dalszego dowodzenia ze względu na zły stan zdrowia, a komendę nad brytyjskimi wojskami w Mezopotamii objął gen. Frederick Stanley Maude. Odpowiedzialność za prowadzenie kampanii została przeniesiona z rządu kolonialnych Indii na londyńskie Ministerstwo Wojny. Siły najeźdźcze wzmocniono o dwie dywizje, co zwiększyło ich liczebność do 166 tys. żołnierzy. Maude w pierwszej kolejności zajął się poprawą systemu zaopatrzenia armii. Między kwietniem a grudniem podwoił ładowność statków dostawczych na Tygrysie oraz rozpoczął budowę linii kolejowej z Basry w stronę Bagdadu. Usprawnił też system zapór rzecznych i grobli, co przyczyniło się do zwiększenia lokalnej produkcji żywności. Działania te jednocześnie zapewniały mu przychylność miejscowych Arabów. Tymczasem sytuacja Turków uległa pogorszeniu. Halil Pasza otrzymał jedynie niewielkie posiłki, choć jego wojska stale szczuplały ze względu na choroby i dezercje. Siły te musiały strzec jednocześnie dwóch dróg w głąb Mezopotamii (wzdłuż Tygrysu i wzdłuż Eufratu), oddzielonych od siebie niemal stukilometrową pustynią.
W grudniu 1916 r. Brytyjczycy wznowili ofensywę, po raz kolejny wybierając szlak brzegami Tygrysu. Pod koniec lutego 1917 r. Maude niespodziewanie przerzucił część armii przez rzekę powyżej Al-Kut i oskrzydlił główne siły tureckie, broniące od południa dostępu do miasta. Halil z trudem zdążył wycofać je w górę Tygrysu i przygotować kolejną linię obrony. Jednak po kilku dniach ciężkich walk ponownie ustąpił pola i znalazł się w odwrocie, zostawiając za sobą Bagdad, który Brytyjczycy zajęli 11 marca. Ich dalszy marsz na północ, spowolniony przez letnie upały, doprowadził do zdobycia Ar-Ramadi we wrześniu i Tikritu w listopadzie. 18 listopada gen. Maude zmarł na cholerę, a jego miejsce zajął gen. William Marshall. Z wyjątkiem nierozstrzygniętych starć w okolicy Chan al-Baghdadi w marcu 1918 r., Irak pozostawał przez większość czasu spokojny, gdyż z wojsk brytyjskich wydzielono znaczne siły, które wysłano na front palestyński. Marshall wznowił ofensywę dopiero w październiku – celem było zajęcie przed końcem wojny Mosulu wraz z jego bogatymi złożami ropy. Wojska tureckie, wycofujące się pod naciskiem w górę rzeki, zostały oskrzydlone na północ od Asz-Szarkat. Ich dowódca, Hakki Bej, świadomy toczących się rokowań pokojowych, 30 października poddał się Brytyjczykom. 1 listopada kawaleria Marshalla zajęła bez walki Mosul, co było naruszeniem podpisanego wcześniej, kończącego wojnę rozejmu w Mudros.

## Skutki
W wyniku rozbioru Imperium Osmańskiego, zaplanowanego w umowie Sykes-Picot i potwierdzonego traktatem pokojowym w Sèvres, Mezopotamia znalazła się pod panowaniem Zjednoczonego Królestwa. Spotkało się to z niezadowoleniem arabskiej ludności i doprowadziło w 1920 r. do wybuchu antybrytyjskiego powstania. W odpowiedzi na te wydarzenia utworzono częściowo niepodległe Królestwo Iraku, na którego tronie zasiadł Fajsal I (Haszymita pochodzący z odległego Hidżazu), sojusznik Anglików w czasie arabskiej rewolty przeciw Turcji. Państwo irackie z czasem uzyskało pełną suwerenność, lecz nie zakończyło to niepokojów, które trwają do XXI w.